# ادوگبه
ادوگبه (به لاتین: Adogbé) یک منطقهٔ مسکونی در بنین است که در استان زو واقع شده‌است.

## خصوصیات
ادوگبه ۴٬۷۷۲ نفر جمعیت دارد.